# Santander Consumer Bank
La Santander Consumer Bank AG è un istituto di credito tedesco nella forma legale di una società per azioni (Aktiengesellschaft, AG) con sede in Mönchengladbach (Renania Settentrionale-Vestfalia, Germania) ed è al cento per cento una filiale del gruppo spagnolo Santander.
L'enfasi dell'impresa è l'assegnazione di prestiti ai consumatori per l'acquisizione di merci diverse, per esempio automobili, lavatrici, mobilia, viaggi ed altri articoli di consumo. Spesso tramite la cooperazione diretta con le ditte di commercio rispettive. Queste imprese usano i finanziamenti come strumento di promozione di vendite.
Un'altra divisione è l'area di affari bancari diretti o tramite filiali con clienti riservati. La Banca Santander Consumer AG gestisce attualmente in Germania 59 filiali e 8 centri di vendita per negozianti (Händler-Vertriebs-Center, HVC) nelle conurbazioni di Mönchengladbach, Amburgo, Francoforte, Lipsia, Monaco di Baviera, Hannover e Berlino. Inoltre, la Banca Santander Consumer AG gestisce momentaneamente 15 uffici associati che servono soltanto la consultazione di accreditamento e non hanno cassa, bancomat né stampatrice di conti nei locali.
Fino al 2008 dovrà aumentare il numero di uffici associati fino a 100. Tutti i servizi di credito e operazioni bancarie sono offerti inoltre direttamente via banca online e per telefono. Fra i risparmiatori questa banca si è fatto un nome a causa dell'alto interesse medio.
È specialmente apprezzato il cosiddetto “conto di gestione dei soldi” (conto bancario giornaliero “Tagesgeldkonto”). Secondo informazioni di stampa, questa banca ha più di 3 milioni di clienti.
La Santander Consumer Bank AG è membro dell'Associazione delle Banche Tedesche.
Fra le 100 più grandi banche in Germania, questa banca occupa il posto 62 (dati 2005), secondo la rivista tecnica “Die Bank”.

## Santander Consumer Bank in Italia
In Italia è presente come Santander Consumer Bank S.p.A., banca specializzata in prestiti personali, credito al consumo, cessione del quinto e carte di credito  Inoltre offre dei conti deposito liberi e vincolati per i risparmiatori privati. Santander Consumer Bank parte di un gruppo bancario, nato in Spagna, con sede in tutta Europa. È specializzata nell'erogazione di Prestiti Personali, Cessione del Quinto, Conti Deposito, Assicurazioni e Carte di Credito. Supporta inoltre il Credito al Consumo. Ha sede in Torino, Corso Massimo d'Azeglio 33/E.
Per quanto concerne il Credito Finalizzato e il Leasing per gli Autoveicoli, è partner finanziario di Kia Motors e di Hyundai Motor Company.